# Ame-no-Minakanushi

Généalogie des dieux de la Création selon le Kojiki

Dans la mythologie japonaise et le shintoïsme, Ame-no-Minakanushi (天之御中主神, litt. Maître de l'Auguste Centre du Paradis) est un des premiers dieux nés à Takama-ga-hara, suivi de Takamimusubi (高御産巣日神, litt. Grand Créateur) et de Kamimusubi (神産巣日神, litt. Créateur Divin).
Il fait également partie du groupe des cinq Kotoamatsukami (別天津神, litt. kami séparés), constitué des Zōka sanshin (造化三神, litt. Trois kami de la Création) avec Umashiashikabihikoji (宇摩志阿斯訶備比古遅神) et Amenotokotachi (天之常立神).

## Histoire

### Selon leKojiki
Dans le Kojiki, Ame-no-Minakanushi est un hitorigami naissant lors de la création de l'univers par procréation pour ensuite "se cacher" (mourir), suivi de Takamimusubi et Kamimusubi. Après eux naissent les deux autres Kotoamatsukami, Umashiashikabihikoji et Amenotokotachi, puis enfin les dieux de Kamiyonanayo, dont Izanagi et Izanami.